# Кардашян, Ваан
Ваан Кардашян (арм. Վահան Քարտաշյան, англ. Vahan Cardashian) (1883-1934) — армяно-американский активный политический деятель, юрист. Почти 2 десятилетия боролся за права армян. Коллеги и друзья называли его «одиноким крестоносцем» (lone crusader).
Ваану Кардашяну удалось сплотить общественное мнение и политическую волю американцев против американо-турецкого договора, заключённого 6 августа 1923 года в Лозанне, и этим сохранить в неприкосновенности и, более того, подтвердить то, что является основой армянских требований – арбитражное решение касаемо границ Армении президента США Вудро Вильсона.

## Биография
Ваан Кардашян родился 1 декабря 1883 г. в Кесарии (ныне Кайсери). Его отцом был хаджи Назар ага Кардашян, а матерью – Мариам Галайджян. В семье Кардашян было два сына – Карапет и Ваан, а также дочь Грануш.
После получения начального образования в армянской школе Ваан 10 лет учился во французской семинарии, носившей имя святого Василия Кесарийского (L’Université de St. Basil), а затем два года – в местном американском колледже (Talas American College).
В 1902 г. Ваан Кардашян переезжает в США, где с 1904 по 1908 гг. изучает право в Йельском университете (Yale University). В это время он глубоко проникается американской общественной жизнью, пишет сотни статей, издает две книги – “Османская империя в XX веке” (The Ottoman Empire of the Twentieth Century) и “Реальная жизнь в турецком гареме” (Actual life in Turkish Harem).
15 мая 1907 г. он женится на пионере борьбы за права женщин – Корнелии Александр Холаб (Cornelia Alexander Holub). В 1909 г., после завершения учебы, становится членом Ассоциации адвокатов Нью-Йорка и начинает частную юридическую деятельность.
В 1911 г. Кардашян соглашается на предложение турецкого консула принять должность советника посольства и юрисконсульта турецкого консульства в Нью-Йорке.
Когда в 1915 г. узнает об избиениях и депортации армян, Кардашян швыряет в лицо представителю турецкого государства все полученные от Османской империи награды и целиком посвящает себя святому делу помощи родине - Республике Армения..
Умер 11 июня 1934 г. в возрасте чуть больше 50 лет. Похоронен на кладбище “Сидр Гроув” в Лонг-Айленде (Cedar Grove Cemetery, Long Island). Однако его могила не сохранилась.

## Деятельность
В 1915 г. Мигран Свазли (Свазлян) создает Армянский национальный союз (АНС, Armenian National Union), который в Нью-Йорке учреждает Армянское пресс-бюро (Armenian Press Bureau), исполнительным директором и автором основных публикующихся материалов которого становится Ваан Кардашян.
В декабре 1918 г. Кардашян основывает Американский комитет за независимость Армении (American Committee for the Independence of Armenia – ACIA) с генеральным советом из 72 членов, руководимый исполнительным советом из 9 человек, главой которого являлся бывший посол США в Германии Джеймс Джерард (James W. Gerard). В этот период самым большим достижением деятельности Ваана Кардашяна и его коллег, несомненно, стало признание Соединенными Штатами независимости Республики Армения 23 апреля 1920 г.
Благодаря его лоббингу Армении через различные американские агентства выделили гуманитарную помощь в размере 17 миллионов 202 тысяч долларов, а также существенное содействие в предоставлении льготного кредита на сумму более 11 миллионов долларов.
Ваану Кардашяну удалось предотвратить принятие Сенатом США двустороннего договора между Соединенными Штатами и Турцией, подписанного 6 августа 1923 г. в Лозанне (не путать с Лозаннским мирным договором, который был подписан за 2 недели до этого - 24 июля - Великобританией, Францией, Италией, Японией, Грецией, Румынией, Королевством сербов, хорватов и словенцев, с одной стороны, и Турцией — с другой). Когда 3 мая 1924 г. этот американо-турецкий договор поступил в Сенат, Кардашян сформировал «Американский комитет против Лозаннского договора» (American Committee Opposed to the Lausanne Treaty – ACOLT), целью которого было, предотвратив принятие договора Сенатом, удержать в правовом поле права Республики Армения. Рассмотрение договора и голосование по нему были отложены почти на 3 года.
В этот период Кардашян, практически в одиночку, собственными усилиями совершает невозможное: с помощью сотен писем, посланий, выступлений, публикаций сохраняет в американских политических кругах права армян.
В 1926 г. Кардашян издает сборник “Лозаннский договор, Турция и Армения” (The Lausanne Treaty, Turkey and Armenia). В этой книге обобщены все правовые обоснования, политические и моральные обязательства против американо-турецкого Лозаннского договора.
18 января 1927 г. Сенат отклоняет одобрение указанного договора, и в качестве основной причины отклонения указывалось невыполнение Турцией Арбитражного решения Вудро Вильсона.